# Holden HK
Der Holden HK wurde in den Jahren 1968 und 1969 von der australischen GM-Division Holden gefertigt. Es gab ihn als
- Modell Belmont,
- Modell Kingswood,
- Modell Premier,
- Modell Brougham,
- Modell Monaro
- Modell Panel Van und
- Modell Utility.

## Produktion und Ersatz
Die HK-Reihe wurde im Mai 1969 durch die Holden-HT-Serie ersetzt, dessen Produktion sich auf 199.039 Einheiten belief.

## Südafrika
In Südafrika wurde die Holden HK Limousine und der Holden HK Wagon unter dem Namen Chevrolet Kommando vermarktet und der HK Utility wurde als der Chevrolet El Camino verkauft. Sie gingen im Mai 1969 nach zweijähriger Entwicklung in den Verkauf und wurden schnell zu General Motors Bestsellern in dem Land, zusammen mit der eng verwandten Constantia Automobile. Das meistverkaufte Auto der HK-Reihe war die automatische Limousine LS.